# Coptocercus pedator
Coptocercus pedator là một loài bọ cánh cứng trong họ Cerambycidae.